# Бедаревы
Бедаревы — старинный русский дворянский род.
Согласно летописным источникам, история рода этой фамилии восходит к началу XVII века. Род Бедаревых был записан Губернским дворянским депутатским собранием в VI часть дворянской родословной книги Костромской губернии Российской империи и был утверждён Герольдией Правительствующего Сената в древнем (столбовом) дворянстве.

## Описание герба
Щит разделён параллельно на две части, из коих в верхней в серебряном поле изображены меч и шпага крестообразно, обращённые остриями вверх. В нижней части в голубом поле дерево дуб.
Щит увенчан дворянскими шлемом и короною с тремя над оною страусовыми перьями. Намёт на щите голубой, подложенный золотом.
Герб этого дворянского рода был записан в Часть X Общего гербовника дворянских родов Всероссийской империи, страница 62.